# Саускан
Саускан (каз. Сауысқан) — упразднённое село в Мангистауском районе Мангистауской области Казахстана. На момент упразднения входило в состав Актюбинского сельского округа. В 2005 году в связи с малочисленостью населённый пункт включен в состав села Уштаган и исключён из учётных данных.

## География
Село располагалось на северо-восточной окраине песчаного массива Саускан (откуда и происходит название села), примерно на расстоянии, по прямой, 1,3 км к юго-западу от села Сазды.

## Население
| 1989 | 1999 |
| ---- | ---- |
| 306  | ↗405 |

В 1999 году население села составляло 405 человек (219 мужчина и 186 женщины).